# Ібіс блакитний
Ібіс блакитний (Theristicus caerulescens) — вид пеліканоподібних птахів родини ібісових (Threskiornithidae).

## Поширення
Вид поширений в східній Болівії, на півдні Бразилії і півночі Аргентини, в Парагваї та Уругваї.

## Опис
Птах завдовжки від 71 до 76 см. Оперення сіро-чорне з синюватим відблиском. Лоб білий. На тильній стороні шиї є подовжені сірі пір'я завдовжки майже 10 см. Дзьоб темно-сірий. У самців дзьоб більший, завдовжки 14-16 см, у самиць — 12-14 см. Ноги рожеві

## Спосіб життя
Птах живе у болотистих місцевостях. Годується на ставках, заболочених місцях, затоплених пасовищах та інших заболочених ділянках. Трапляється поодинці або парами, іноді групами по 4-6 особин або в змішаних зграях з іншими птахами. Харчується слимаками, ракоподібними, водними комахами, жабами та рибою. Сезон розведення починається в березні та квітні і триває до середини жовтня. Гніздиться поодинці на деревах. У гнізді 2-3 яєць світло-сірого кольору. Інкубація триває 28 днів. Перші 10 днів життя пташенята посилено охороняються батьками. Молодняк повністю оперяється після 43-денного віку.